# Moisès i el monoteisme
Moisès i el monoteisme (en alemany Der Mann Moses und die monotheistische Religion) és una obra de Sigmund Freud formada per tres assaigs escrits entre 1934 i 1938, publicats per primer cop com a llibre a Amsterdam l'any 1939. És la darrera obra publicada en vida pel pare de la psicoanàlisi, atès que Freud morí alguns mesos després, als 83 anys, mentre es trobava refugiat a Londres fugint dels nazis que havien ocupat Àustria l'any anterior.
En el llibre, Freud planteja la hipòtesi que Moisès no era jueu, sinó que en realitat havia nascut a l'antic Egipte, que era noble i que potser havia estat seguidor d'Akhenaton, un antic faraó monoteista. El llibre consta de tres parts i és una aplicació de la teoria psicoanalítica com a mitjà per generar hipòtesis sobre esdeveniments històrics. Freud havia utilitzat de manera similar la teoria psicoanalítica de la història en el seu anterior treball, Tòtem i Tabú. L'interès de Freud per Egipte es manifestava en la seva impressionant col·lecció d'antics objectes egipcis i en l'abundància de llibres sobre el tema de la seva biblioteca personal. Una selecció dels bronzes més petits estava permanentment en exposició al seu gabinet de treball, tant a Viena com a Londres.
És el segon treball que Freud dedicà a la figura de Moisès, després que publiqués de forma anònima l'article El Moisès de Miquel Àngel a la revista dirigida per ell, Imago, en el número III datat de 1914.
És una obra audaç i imaginativa, continuadora dels temes explorats a Tòtem i tabú. Moisès i el monoteisme ha estat profusament comentada i ha originat grans polèmiques entre els especialistes.

## Història del text
Presumiblement, Freud va escriure un primer esborrany d'aquest llibre el 1934 sota el títol de L'home Moisès, una novel·la històrica. Es creu que el 1936 el va sotmetre a revisió. Publicà el primer i el segon dels tres assaigs el 1937 i el tercer el 1938. La publicació dels tres assaigs en un llibre únic es feu a Amsterdam el 1939, i fou ràpidament traduïda a altres idiomes.
Freud va reflexionar seriosament sobre la conveniència de publicar un llibre com el seu, que posava en qüestió fonaments, també, de la religió catòlica. L'avanç de la barbàrie nazi era implacable i Freud no veia prudent enemistar-se amb la religió dominant en els països que li podrien servir de refugi a ell i als jueus davant la genocida campanya hitleriana. En la seva Advertència preliminar I, escrita a Viena el 1938, Freud s'expresàa en els següents termes:
| « | Vivim aquí en un país catòlic, sota la protecció d'aquesta Església, sense saber quant temps ha d'emparar-nos. Però, mentre perduri, és natural que vacil·lem a emprendre res que provoqui l'hostilitat de l'Església. No és covardia, sinó precaució; el nou enemic, sota la servitud del qual no volem caure, és més perillós que l'antic, amb el qual ja hem après a conviure. És que la investigació psicoanalítica que nosaltres cultivem és ja, per si mateixa, mirada amb desconfiança pel catolicisme. I no afirmarem que injustament. Si el nostre treball ens porta al resultat que la religió es redueix a una neurosi de la humanitat, i el seu poder grandiós s'aclareix el mateix que la compulsió neuròtica que trobem en alguns dels nostres pacients, estem segurs d'atreure'ns el més fort enuig dels poders que entre nosaltres imperen. No és que hàgim dit alguna cosa nova, alguna cosa que no es formulés amb gran claredat ja un quart de segle abans [vegeu nota]. Però això s'ha oblidat, i no pot deixar de portar les seves conseqüències que ho repetim avui i l'elucidem en un exemple que és decisiu per a totes les fundacions de religió. Probablement portaria a que se'ns prohibís el quefer psicoanalític. És que aquells mètodes de sufocació violenta no són de cap manera aliens a l'Església, sinó que, ella sent com usurpació de les seves prerrogatives que altres se serveixin d'ells. I la psicoanàlisi, que en el curs de la meva llarga vida s'ha difós per tot arreu, encara no té una llar més preuat que la ciutat on ha nascut i crescut. | » |

En la seva Advertència preliminar II, escrita a Londres també el 1938, Freud explica el lector que tots dos pròlegs es neutralitzen entre si, producte de la seva particular situació:
| « | Les particularíssimes dificultats que em van assetjar durant la redacció d'aquest estudi referit a la persona de Moisès -objeccions íntimes i dissuasions exteriors- van fer que aquest tercer assaig, el de conclusió, porti dos diversos pròlegs que es contradiuen i encara s'anul·len entre si. En efecte, en el breu lapse que hi ha entre tots dos han variat radicalment les circumstàncies externes de l'autor. En aquell temps vivia sota la protecció de l'Església Catòlica i amb l'angoixa de perdre amb la meva publicació i provocar, per als seguidors i deixebles de la psicoanàlisi una prohibició de treballar a Àustria. Tot d'una va sobrevenir la invasió alemanya, el catolicisme va revelar ser, per dir-ho amb paraules bíbliques, una «canya flexible». En la certesa que ara no em perseguirien només per la meva manera de pensar, sinó també per la meva «raça», vaig abandonar amb molts amics la ciutat que havia estat la meva pàtria des de la meva primera infància i durant 78 anys. | » |

A aquestes inquietuds d'ordre pràctic se'ls sumen, també, les objeccions, expressats a l'inici de la seva obra:
| « | Llevar-li a un poble l'home a qui honra com al més gran dels seus fills no és una cosa que s'emprengui amb gust o a la lleugera, i menys encara si un mateix pertany a aquest poble. Cap escrúpol, però, pot induir-nos a eludir la veritat a favor de pretesos interessos nacionals i, d'altra banda, cal esperar que l'examen dels fets nus d'un problema redundarà en benefici de la seva resolució. | » |

## Tesi de Freud

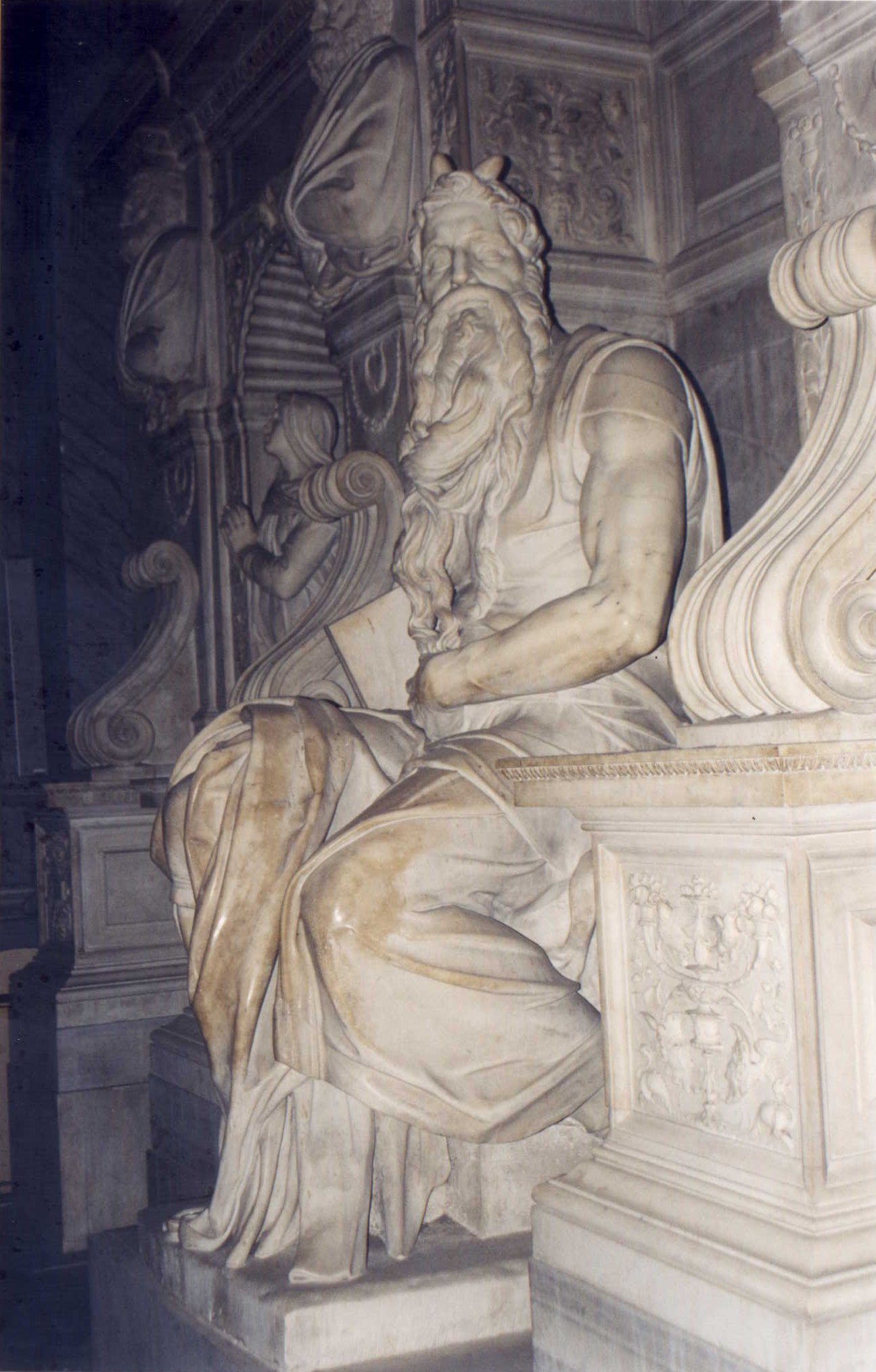
El Moisès de Miquel Àngel a la seva ubicació actual a la basílica de San Pietro in Vincoli de Roma.

Freud realitza en el seu assaig un paral·lelisme entre l'evolució del poble jueu i els casos de neurosi individual, un procediment que també realitza aTòtem i tabú.
El pare del psicoanàlisi sosté que Moisès no és jueu, sinó un egipci que transmet al poble jueu el monoteisme del faraó Akhenaton. Els jueus, sempre segons la tesi de Freud, assassinen Moisès, abandonant la religió que aquest els havia transmès, oblidant aquest fet, col·lectivament, al cap d'un temps. Quan, posteriorment, aquest record reprimit surt a la superfície, s'originen el poble jueu i la seva religió.

## Recepció

### Opinions crítiques
Erich Fromm assenyala a La missió de Sigmund Freud que Moisès és un de diversos líders amb els quals Freud, per diversos motius, se sent identificat. Com aquest, Freud se sentiria com el líder que porta al seu poble a una terra de promissió sense tenir l'oportunitat d'entrar-hi. Una idea similar diu Freud quan assenyala Jung com el seu Josuè, «destinat a explorar la terra promesa de la psiquiatria».
Salo Wittmayer Baron opina que Moisès i el monoteisme és «un magnífic castell suspès en l'aire», però aclarint que «quan un pensador de la talla de Freud pren posició sobre un tema d'interès vital per ell, tothom ha d'escoltar».

### Traduccions
El mateix any que Moisès i la religió monoteista va ser publicat a Amsterdam, van aparèixer les traduccions al castellà (Jiménez de Asúa, Felipe. Buenos Aires: Losada) i a l'anglès (Jones, Katherine. Moses and Monotheism). Una nova traducció anglesa va aparèixer el 1964 (Strachey, James. Moses and Monotheism. Three Essays). Al francès es va traduir el 1948 (Bermann, Anne. Mopïse et le Monothéisme) i el 1986 (Cornélius Heim. L'Homme Moïse et la réligion monotheiste. Troise Essais).